# Sekundærrute 259

Sekundærrute 259 er en rutenummereret landevej på Sjælland.
Ruten strækker sig fra Slagelse til Skælskør.
Rute 259 har en længde på ca. 17 km.